# NGC 1786
NGC 1786 ist Bezeichnung eines Kugelsternhaufen im Sternbild Schwertfisch des New General Catalogues. Der Kugelsternhaufen wurde im Jahr 1834 von John Herschel mit einem 18,7-Zoll-Reflektor entdeckt.